# DJ Slideout
DJ Slideout (pseudoniem van Bertram Murbach, 25 februari 1985) is een Duits hardtrance- en hardstyle-producer. Momenteel is hij werkzaam voor het label Uberdruck en in het verleden was hij, samen met Mirko Milano en Arne L2, verantwoordelijk voor de producties onder het label Deep Mission.

## Levensloop
DJ Slideout begon op 14-jarige leeftijd met het produceren van trance en hardtrance, en zijn talent werd al snel opgemerkt door Mirko Milano, die een bekende naam was in de Hamburgse clubs. In 2001 mocht hij zijn eerste platencontract ondertekenen, bij het label Wicked Tunes. De maxisingle 'Revenge' werd een bescheiden succes en enige tijd later had hij diverse clubhits met zijn studiocollega Mirko Milano, onder de gezamenlijke artiestennaam LaCargo.
In 2003 volgden vele dj-optredens, waaronder op XQlusive Germany, in de Heineken Music Hall te Amsterdam. Na enkele platen op Deep Mission was hij in dat jaar ook verantwoordelijk voor de productie van Lady Tom - Up in the Air. Dit was de internationale doorbraak van hem als producer en studiotechnicus.
De artiest heeft meer dan 25 platen op zijn naam onder diverse namen, zowel solo als geproduceerd voor andere dj's. Hij heeft een eigen studio in Duvenstedt, nabij Kiel. Als dj heeft hij residencies op diverse plaatsen in Duitsland, en hij produceert voor het label Uberdruck, na een breuk met zijn voormalige collega Mirko Milano. Ten slotte is hij manager van het label Lengo Records, waar platen uitkomen van andere artiesten, die hij voor hen produceert.